# Comuna Bednja, Varaždin
Bednja este o comună în cantonul Varaždin, Croația, având o populație de 3.992 de locuitori (2011).

## Demografie
Componența etnică a comunei Bednja
     Croați (99,05%)
     Necunoscut (0,03%)
     Neclasificat (0,73%)
Componența confesională a comunei Bednja
     Catolici (98,72%)
     Necunoscută (0,48%)
     Alte religii (0,8%)
Conform recensământului din 2011, comuna Bednja avea 3.992 de locuitori. Din punct de vedere etnic, majoritatea locuitorilor (99,05%) erau croați. Apartenența etnică nu este cunoscută în cazul a 0,03% din locuitori. Din punct de vedere confesional, majoritatea locuitorilor (98,72%) erau catolici. Pentru 0,48% din locuitori nu este cunoscută apartenența confesională.